# MAPPA (animační studio)
MAPPA (japonsky 株式会社MAPPA, Kabušiki gaiša MAPPA) je japonské animační studio založené v roce 2011. Založil jej Masao Marujama, spoluzakladatel a bývalý producent studia Madhouse.
Název studia je akronymem anglických slov Maruyama Animation Produce Project Association. V dubnu 2016 Marujama rezignoval na pozici výkonného ředitele a založil nové studio s názvem Studio M2. Dne 2. dubna 2018 otevřelo MAPPA dceřiné studio ve městě Sendai.

## Tvorba

### Televizní seriály
| Rok  | Název                                       | Režie                               | Od                | Do                | Díly          | Poznámky                                                                                              | Zdroje        |
| ---- | ------------------------------------------- | ----------------------------------- | ----------------- | ----------------- | ------------- | --- | ------------- |
| 2012 | Sakamiči no Apollon                         | Šin'ičiró Watanabe                  | 12. dubna 2012    | 28. června 2012   | 12            | Adaptace série mangy, jejíž mangakou je Juki Kodama. V koprodukci s Tezuka Productions.               |               |
| 2012 | Tékjú                                       | Šin Itagaki                         | 7. října 2012     | 22. prosince 2013 | 36            | Adaptace série mangy, jejímž spisovatelem je Roots. Řady 1–3.                                         |               |
| 2013 | Hadžime no ippo: Rising                     | Džun Šišido                         | 5. října 2013     | 29. března 2014   | 25            | Pokračování Hadžime no ippo: New Challenger. V koprodukci s Madhouse.                                 |               |
| 2014 | Zankjó no Terror                            | Šin'ičiró Watanabe                  | 10. července 2014 | 25. září 2014     | 11            | Původní dílo.                                                                                         | [ 9 ]         |
| 2014 | Garo: Honó no kokuin                        | Júičiró Hajaši                      | 3. října 2014     | 27. března 2015   | 24            | Původní dílo. Založeno na dramatickém tokusacu Garo.                                                  |               |
| 2014 | Šingeki no Bahamut: Genesis                 | Keiiči Sató                         | 6. října 2014     | 29. prosince 2014 | 12            | Založeno na videohře Rage of Bahamut.                                                                 | [ 10 ]        |
| 2015 | Punch Line                                  | Jutaka Uemura                       | 9. dubna 2015     | 25. června 2015   | 12            | Původní dílo.                                                                                         | [ 11 ]        |
| 2015 | Ušio to Tora                                | Satoši Nišimura                     | 3. července 2015  | 24. června 2016   | 39            | Adaptace série mangy, jejíž mangakou je Kazuhiro Fudžita. V koprodukci s Studio VOLN.                 | [ 12 ]        |
| 2015 | Garo: Guren no cuki                         | Acuši Wakabajaši                    | 9. října 2015     | 1. dubna 2016     | 23            | Původní dílo. Souvisí s anime sérií Garo: Honó no kokuin.                                             | [ 13 ] [ 14 ] |
| 2016 | Days                                        | Kónosuke Uda                        | 2. července 2016  | 18. prosince 2016 | 24            | Adaptace série mangy, jejíž mangakou je Cujoši Jasuda.                                                | [ 15 ]        |
| 2016 | Júri!!! on Ice                              | Sajo Jamamoto Džun Šišido           | 6. října 2016     | 21. prosince 2016 | 12            | Původní dílo.                                                                                         | [ 17 ]        |
| 2017 | Idol Incidents                              | Daisuke Jošida                      | 8. ledna 2017     | 27. března 2017   | 12            | Založeno na japonském mediálním projektu od Mages. V koprodukci s Studio VOLN.                        |               |
| 2017 | Šingeki no Bahamut: Virgin Soul             | Keiiči Sató                         | 7. dubna 2017     | 29. září 2017     | 24            | Pokračování Šingeki no Bahamut: Genesis.                                                              | [ 18 ] [ 19 ] |
| 2017 | Kakegurui                                   | Júičiró Hajaši                      | 1. července 2017  | 23. září 2017     | 12            | Adaptace série mangy, jejímž spisovatelem je Homura Kawamoto.                                         | [ 20 ] [ 21 ] |
| 2017 | Šókoku no Altair                            | Kazuhiro Furuhaši                   | 7. července 2017  | 22. prosince 2017 | 24            | Adaptace série mangy, jejíž mangakou je Kotono Kató.                                                  | [ 22 ] [ 23 ] |
| 2017 | Garo: Vanishing Line                        | Pak Song-hu                         | 6. října 2017     | 30. března 2018   | 24            | Původní dílo. Souvisí s anime sérií Garo: Honó no kokuin.                                             | [ 24 ]        |
| 2017 | Inujašiki                                   | Keiiči Sató Šuhei Jabuta            | 12. října 2017    | 22. prosince 2017 | 11            | Adaptace série mangy, jejíž mangakou je Hiroja Oku.                                                   | [ 25 ]        |
| 2018 | Banana Fish                                 | Hiroko Ucumi                        | 1. ledna 2018     | 20. prosince 2018 | 24            | Adaptace série mangy, jejíž mangakou je Akimi Jošida.                                                 | [ 26 ]        |
| 2018 | Zombie Land Saga                            | Munehisa Sakai                      | 1. ledna 2018     | 20. prosince 2018 | 12            | Původní dílo. V koprodukci s Avex Pictures a Cygames.                                                 | [ 27 ] [ 28 ] |
| 2019 | Dororo                                      | Kazuhiro Furuhaši                   | 1. ledna 2019     | 24. června 2019   | 24            | Adaptace série mangy, jejíž mangakou je Osamu Tezuka. V koprodukci s Tezuka Productions.              | [ 29 ]        |
| 2019 | Kakegurui ××                                | Júičiró Hajaši Kijoši Macuda        | 1. ledna 2019     | 26. března 2019   | 12            | Druhá řada anime seriálu Kakegurui.                                                                   | [ 30 ]        |
| 2019 | Sarazanmai                                  | Nobujuki Takeuči Kunihiko Ikuhara   | 1. ledna 2019     | 20. června 2019   | 11            | Původní dílo. V koprodukci s Lapin Track.                                                             | [ 31 ] [ 32 ] |
| 2019 | Kacute kami datta kemonotači e              | Džun Šišido                         | 1. ledna 2019     | 16. září 2019     | 12            | Adaptace série mangy, jejíž mangakou je Majbe.                                                        | [ 33 ] [ 34 ] |
| 2019 | Granblue Fantasy The Animation Season 2     | Jui Umemoto                         | 1. ledna 2019     | 27. prosince 2019 | 12            | Založeno na videohře Granblue Fantasy. Druhá řada anime seriálu Granblue Fantasy The Animation.       | [ 37 ]        |
| 2020 | Učitama?! Uči no Tama širimasen ka?         | Kijoši Macuda                       | 9. ledna 2020     | 19. března 2020   | 11            | Založeno na franšíze od společnosti Sony Creative Products. V koprodukci se studiem Lapin Track.      | [ 38 ]        |
| 2020 | Dorohedoro                                  | Júičiró Hajaši                      | 12. ledna 2020    | 29. března 2020   | 12            | Adaptace série mangy, jejíž mangakou je Q Hajašida.                                                   | [ 40 ]        |
| 2020 | Listeners                                   | Hiroaki Ando                        | 3. dubna 2020     | 19. června 2020   | 12            | Původní dílo.                                                                                         | [ 41 ] [ 42 ] |
| 2020 | The God of High School                      | Pak Song-hu                         | 6. července 2020  | 28. září 2020     | 13            | Manhwa spisovatele Pak Jong-čeha.                                                                     | [ 43 ] [ 44 ] |
| 2020 | Koi to Producer: Evol x Love                | Munehisa Sakai                      | 15. července 2020 | 30. září 2020     | 12            | Založeno na videohře od společnosti Elex.                                                             | [ 45 ] [ 46 ] |
| 2020 | Džudžucu kaisen                             | Pak Song-hu                         | 3. října 2020     | 27. března 2021   | 24            | Adaptace série mangy, jejíž mangakou je Gege Akutami.                                                 | [ 47 ]        |
| 2020 | Taisó zamurai                               | Hisatoši Šimizu                     | 11. října 2020    | 20. prosince 2020 | 11            | Původní dílo.                                                                                         | [ 48 ] [ 49 ] |
| 2020 | Šingeki no kjodžin: The Final Season        | Júičiró Hajaši Džun Šišido          | 7. prosince 2020  | 29. března 2021   | 16            | Adaptace série mangy, jejíž mangakou je Hadžime Isajama. Producentem 1.–3. řady bylo Wit Studio.      | [ 50 ] [ 51 ] |
| 2021 | Zombie Land Saga Revenge                    | Munehisa Sakai                      | 8. dubna 2021     | 24. června 2021   | 12            | Pokračování anime seriálu Zombie Land Saga.                                                           | [ 52 ]        |
| 2021 | RE-MAIN                                     | Masafumi Nišida (šéf) Kijoši Macuda | 4. července 2021  | 3. října 2021     | 12            | Původní dílo.                                                                                         | [ 53 ]        |
| 2021 | Heion sedai no idatentači                   | Seimei Kidokoro                     | 23. července 2021 | 1. října 2021     | 11            | Adaptace série mangy, jejímž autorem je Amahara.                                                      | [ 54 ]        |
| 2021 | Takt Op. Destiny                            | Júki Itó                            | 5. října 2021     | 22. prosince 2021 | 12            | Založeno na hudebním projektu společností Bandai Namco Arts a DeNA. V koprodukci se studiem Madhouse. | [ 55 ]        |
| 2022 | Šingeki no kjodžin: The Final Season Part 2 | Júičiró Hajaši Džun Šišido          | 13. února 2022    | 1. května 2022    | 12            | Druhá část řady Šingeki no kjodžin: The Final Season.                                                 | [ 56 ]        |
| 2022 | Dance Dance Danseur                         | Munehisa Sakai                      | 9. dubna 2022     | 18. června 2022   | 11            | Adaptace série mangy, jejíž mangakou je George Asakura.                                               | [ 57 ]        |
| 2022 | Chainsaw Man                                | Rjú Nakajama Makoto Nakazono        | říjen 2022        | bude oznámeno     | bude oznámeno | Adaptace série mangy, jejíž mangakou je Tacuki Fudžimoto.                                             | [ 58 ]        |
| 2023 | Vinland Saga 2                              | Šúhei Jabuta                        | bude oznámeno     | bude oznámeno     | 24            | Adaptace série mangy, jejíž mangakou je Makoto Jukimura. Producentem 1. řady bylo Wit Studio.         | [ 59 ]        |
| 2023 | Šingeki no kjodžin: The Final Season Part 3 | Júičiró Hajaši Džun Šišido          | bude oznámeno     | bude oznámeno     | bude oznámeno | Třetí část řady Šingeki no kjodžin: The Final Season.                                                 | [ 60 ]        |
| 2023 | Džudžucu kaisen 2                           | Pak Song-hu                         | bude oznámeno     | bude oznámeno     | bude oznámeno | Druhá řada anime seriálu Džudžucu kaisen.                                                             | [ 61 ]        |
| tba  | Džigokuraku                                 | Kaori Makita                        | bude oznámeno     | bude oznámeno     | bude oznámeno | Adaptace série mangy, jejíž mangakou je Júdži Kaku.                                                   | [ 62 ]        |

### Filmy
| Rok  | Název                                         | Režie          | Premiéra           | Poznámky                                                          | Zdroje |
| ---- | --------------------------------------------- | -------------- | ------------------ | ----------------------------------------------------------------- | ------ |
| 2016 | Garo: Divine Flame                            | Júičiró Hajaši | 21. května 2016    | Pokračování anime seriálu Garo: Honó no kokuin.                   | [ 63 ] |
| 2016 | Kono sekai no katasumi ni                     | Sunao Katabuči | 12. listopadu 2016 | Adaptace stejnojmenné série mangy, jejíž mangakou je Fumijo Kóno. | [ 64 ] |
| 2019 | Kono sekai no (sara ni ikucumono) katasumi ni | Sunao Katabuči | 20. prosince 2019  | Rozšířená verze filmu Kono sekai no katasumi ni.                  | [ 65 ] |
| 2021 | Gekidžóban Džudžucu kaisen 0                  | Pak Song-hu    | 24. prosince 2021  | Prequel k anime seriálu Džudžucu kaisen.                          | [ 66 ] |
| tba  | Júri!!! on Ice gekidžóban: Ice Adolescence    | Sajo Jamamoto  | bude oznámeno      | Souvisí s anime seriálem Júri!!! on Ice.                          | [ 67 ] |
| tba  | Alice to Therese no maboroši kódžó            | Mari Okada     | bude oznámeno      | Původní dílo.                                                     | [ 68 ] |
| tba  | Zombie Land Saga the Movie                    | bude oznámeno  | bude oznámeno      | Pokračování anime seriálu Zombie Land Saga.                       | [ 69 ] |

### OVA
| Rok  | Název                  | Režie        | Od              | Do                | Díly | Poznámky                                                    | Zdroje |
| ---- | ---------------------- | ------------ | --------------- | ----------------- | ---- | ----------------------------------------------------------- | ------ |
| 2017 | Days: OVA              | Kónosuke Uda | 17. března 2017 | 17. května 2017   | 2    | Epizody zahrnuté ve speciální edici 21. a 22. svazku mangy. | [ 70 ] |
| 2018 | Days: Tóin gakuen-sen! | Kónosuke Uda | 16. března 2018 | 17. července 2018 | 3    | Pokračovní anime seriálu Days.                              | [ 71 ] |

### ONA
| Rok  | Název             | Režie                        | Od             | Do             | Díly | Poznámky | Zdroje        |
| ---- | ----------------- | ---------------------------- | -------------- | -------------- | ---- | --- | ------------- |
| 2012 | Komači to Dangoró | Hisaši Abe                   | 2012           | 2015           | 4    | Původní dílo. | [ 72 ]        |
| 2020 | Bókjaku Battery   | Parako Šinohara              | 11. října 2020 | 11. října 2020 | 1    | Adaptace série mangy, jejíž mangakou je Eko Mikawa.                                                                            | [ 73 ]        |
| 2021 | Jasuke            | Takeru Sató LeSean Thomas    | 29. dubna 2021 | 29. dubna 2021 | 6    | Založeno na historické postavě Jasuke. Vydáno na Netflixu.                                                                     | [ 74 ] [ 75 ] |
| 2022 | Kakegurui Twin    | Júičiró Hayashi Kaori Makita | 6. srpna 2022  | 6. srpna 2022  | 6    | Prequel a spinoff k anime seriálu Kakegurui. Adaptace série mangy, jejímž spisovatelem je Homura Kawamoto. Vydáno na Netflixu. | [ 76 ]        |

### Ostatní tvorba
- Sex: Prologue (OVA, 7. května 2018) – video propagující 30. výročí mangy, jejímž autorem je Acuši Kamidžó; režíroval Sajo Jamamoto[77][78]